# Epomops
Epomops é um gênero de morcegos da família Pteropodidae.

## Espécies
- Epomops buettikoferi (Matschie, 1899)
- Epomops franqueti (Tomes, 1860)